# 青木武志
青木 武志（あおき たけし、1958年2月4日 - ）は、平成から令和期の実業家。前イビデン社長、中部経済連合会副会長。岐阜県岐阜市出身。関西大学工学部化学工学科卒。
長年にわたりセラミックス事業に関わっている。イビデンの社長は建材事業、電子部品事業出身者が多く、セラミックス事業出身者は珍しいといえる。社長就任の発表は6月の株主総会等で発表することが多いのだが、2月28日に就任の発表が行われた（就任は6月）。

## 略歴
- 1981年（昭和56年）4月 - 揖斐川電気工業（現・イビデン）入社[1]。
- 1999年（平成11年）4月 - セラミック事業部営業G副主幹就任。
- 2006年（平成18年）4月 - 理事就任。
- 2008年（平成20年）4月 - 執行役員就任。
- 2011年（平成23年）4月 - AFP事業本部本部長就任。
- 2014年（平成26年）4月 - 取締役常務執行役員就任（セラミック事業本部副本部長）。
- 2016年（平成28年）3月 - 代表取締役副社長就任[1]（セラミック事業本部本部長）。
- 2017年（平成29年）4月 - 代表取締役副社長（執行全般統括兼セラミック事業担当）
- 2017年（平成29年）6月 - 代表取締役社長に就任[1]。
- 2023年（令和5年）6月 - 中部経済連合会副会長[3]。
- 2024年（令和6年）6月 - 代表取締役会長に就任。